# Les Fiançailles d'Agénor
Les Fiançailles d'Agénor est un film muet français réalisé par Louis Feuillade et sorti en 1916.

## Fiche technique
- Titre : Les Fiançailles d'Agénor
- Réalisation : Louis Feuillade
- Société de production :  Société des Etablissements L. Gaumont
- Pays d'origine :  France
- Langue : film muet avec les intertitres  en français
- Format : Noir et blanc — 35 mm — 1,33:1 — Muet
- Métrage :
- Genre :
- Durée :
- Dates de sortie :
  -  France : Septembre 1916

## Distribution
- Suzanne Le Bret
- Marcel Lévesque
- Édouard Mathé
- Gaston Michel
- Musidora : Amélie